# Rudolf Eberle (Politiker, 1925)
Rudolf Eberle (* 24. April 1925 in Sporitz, Tschechoslowakei; † 19. November 1978 in Dingolfing) war ein deutscher Politiker (SPD).
Eberle besuchte die Volksschule und das Realgymnasium, ehe er im Zweiten Weltkrieg als Infanterist und Leutnant an der Front eingesetzt und bei Kämpfen dreimal verwundet wurde. Er beantragte am 9. Januar 1943 die Aufnahme in die NSDAP und wurde zum 20. April desselben Jahres aufgenommen (Mitgliedsnummer 9.419.562). Nach dem Krieg besuchte er einen Abiturientenlehrgang an der Lehrerbildungsanstalt in Bamberg, den er mit beiden Lehramtsprüfungen beendete. 
Von 1953 an war er als Oberlehrer in Dingolfing tätig. Eberle gehörte dem Vorstand der SPD in Niederbayern und der Oberpfalz an. In Dingolfing saß er sowohl im Stadtrat als auch im Kreistag, 1960 wurde er Fraktionsvorsitzender der SPD im Stadtrat. Von 1966 bis 1978 gehörte er dem Bayerischen Landtag an. Er starb rund einen Monat nach dem Ausscheiden aus dem Landtag.